# 捲纏尾

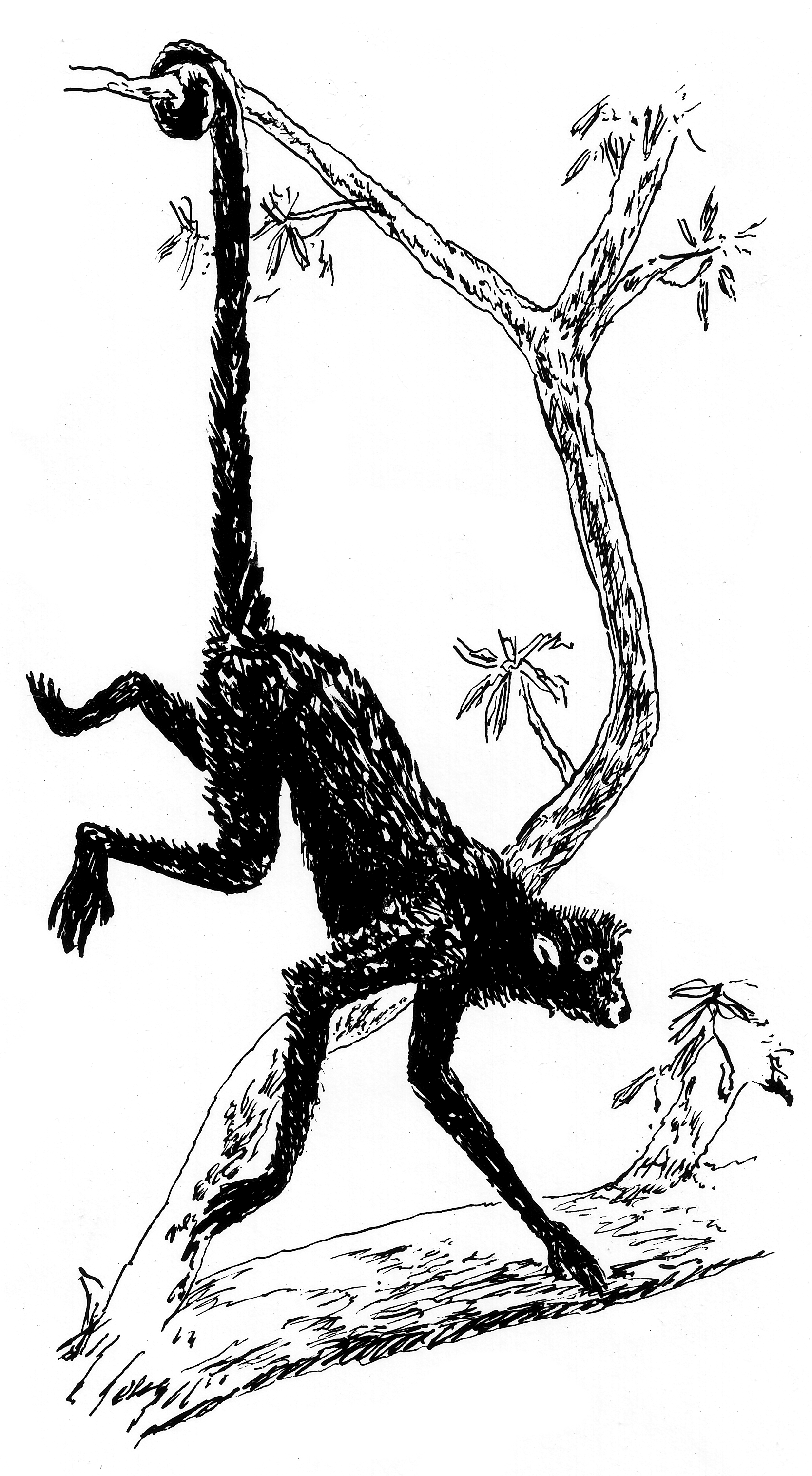
具有捲纏尾的蜘蛛猴

捲纏尾，又稱抓握尾、捕握尾，為適應於捲握或抓握物體的動物尾巴，常見於樹棲動物，能協助牠們於樹上尋找與獲取食物、攀爬枝幹時抓握樹枝、或是透過尾巴懸吊。

## 演化
其中一個較有趣的捲纏尾特點在於，大多數的捲纏尾特徵均發現於新世界物種上，尤其是哺乳動物。在南美洲，具有捲纏尾的動物物種數明顯多於非洲及東南亞，原因可能是因為南美洲森林的樹木密度高於非洲及東南亞。相較之下，樹木密度較低的東南亞森林則具有較多的滑翔動物，例如鼯猴或飛蛇，而南美洲則很少有具滑翔能力的脊椎動物。此外，由於南美洲雨林較缺乏大型植食動物，這裡擁有較非洲及東南亞數量更為豐富的藤本植物，這些藤蔓能協助動物於林間攀爬，但卻會阻礙牠們滑翔。不過有趣的是，澳大利亞洲具有許多種有捲纏尾且同時並保有滑翔能力的哺乳動物。

## 解剖學與生理學
尾巴為脊椎動物的獨有特徵，然而部分無脊椎動物如蠍子的附肢也會被視為是尾巴。不過，目前僅有脊椎動物具有捲纏尾。許多哺乳動物的捲纏尾部分具有缺乏毛髮，能增加抓握時的摩擦力。

## 具捲纏尾的動物

### 哺乳動物

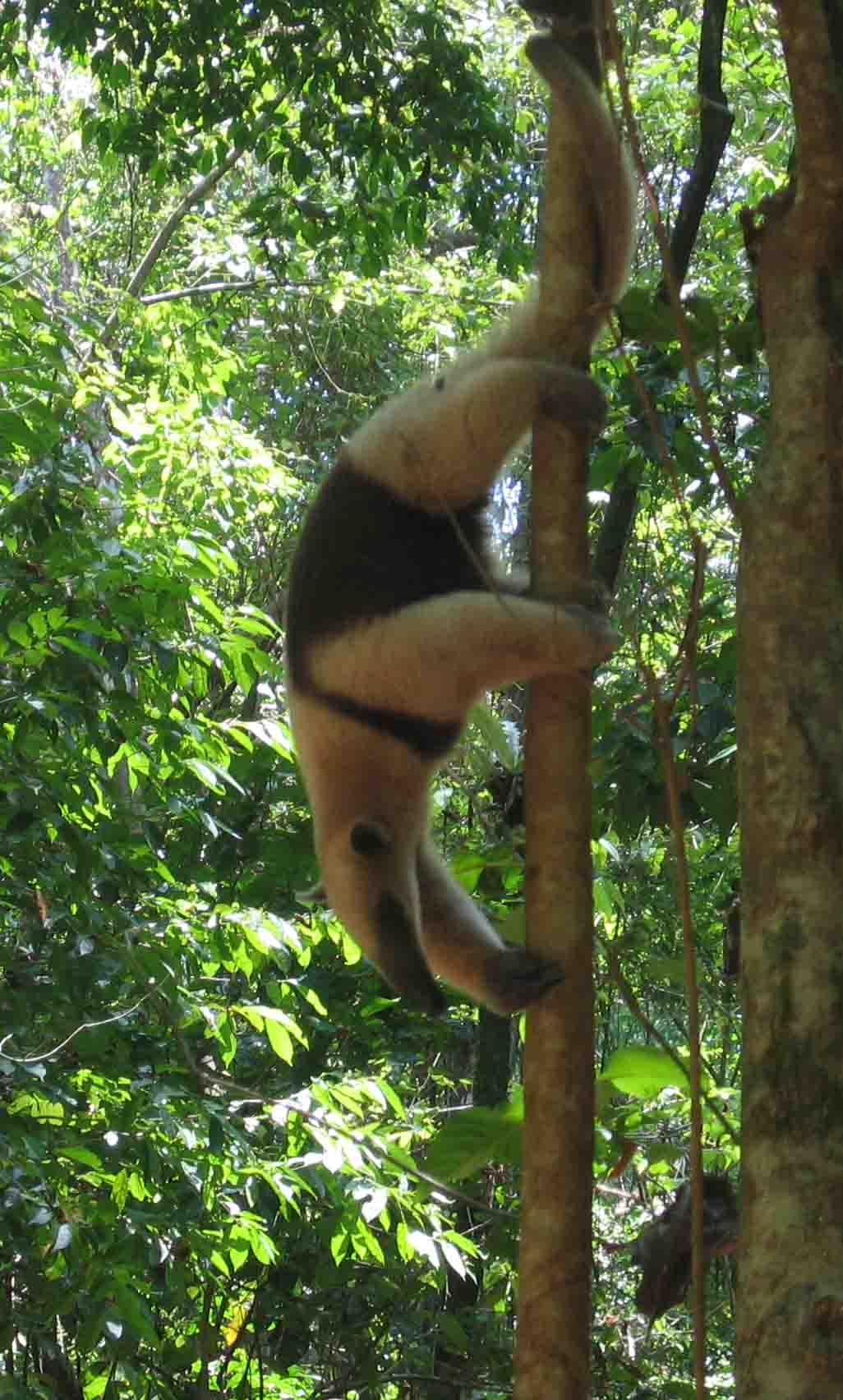
中美小食蟻獸透過捲纏尾攀握於樹幹上

- 新世界猴：蜘蛛猴科，包括吼猴、蜘蛛猴及絨毛猴，具有可抓握的尾巴，且上面多具有觸覺墊（英语：tactile pad）。捲尾猴（英语：Capuchin monkey）同樣具有纏捲尾，但尾巴上不具有觸覺墊。相較之下，所有舊世界猴均不具有捲纏尾[1]。
- 負鼠科：棲息於美洲的有袋類，能使用尾巴捲握並攜帶築巢材料。
- 食蟻獸：分布於中南美洲，除了大食蟻獸外其他三種食蟻獸均具有捲纏尾。
- 熊貍：少數分布於舊大陸具有捲纏尾的物種。
- 蜜熊：分布於中南美洲，與熊狸是唯二演化出捲纏尾的食肉目物種[2]。
- 巢鼠：也是少數分布於舊大陸具有捲纏尾的物種。
- 新大陸豪豬：包括卷尾豪豬屬及細針豪豬，具有捲纏尾能協助牠們攀爬並防止從樹上摔落[4]。
- 樹穿山甲：另一種分布於舊大陸具有捲纏尾的物種。
- 長尾馬達加斯加蝟（英语：Lesser long-tailed shrew tenrec）：一種樹棲的馬島蝟。
- 袋貂亞目：分布於澳洲、新幾內亞及周遭島嶼，該演化支下63個物種均具有捲纏尾，不過部分物種如樹袋貂科的尾巴進能做有限度的捲纏。值得注意的是，所有具有滑翔能力的有袋類均屬於袋貂亞目。
- 鼠袋鼠科：包括草原袋鼠屬與長鼻袋鼠屬，具有抓握能力較弱的捲纏尾。
- 南猊：棲息於南美洲的小型有袋類。

### 爬行動物

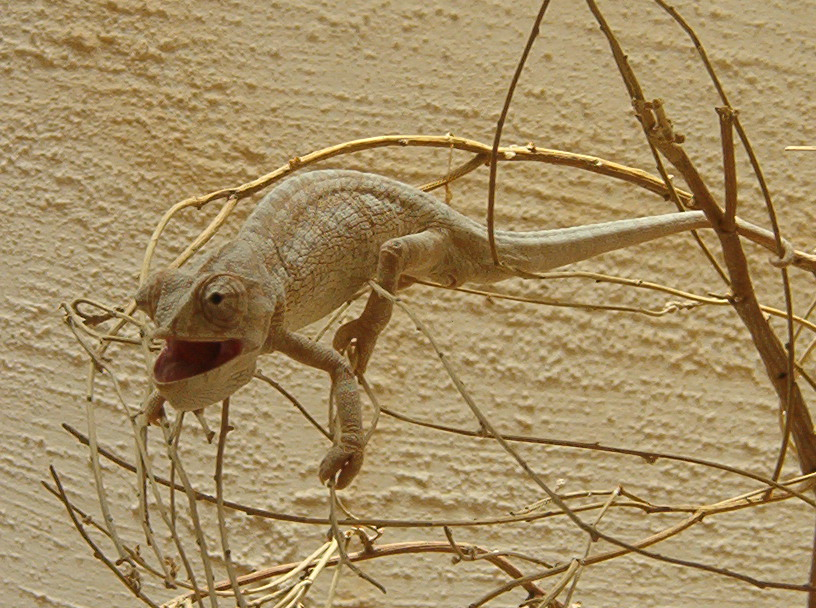
具有捲纏尾的地中海變色龍

- 猴尾蜥：數種石龍子，包括猴尾蜥，具有捲纏尾[5]。
- 變色龍
- 蛇：蛇除了捲纏尾外還具有可捲纏的身體。
- 多趾虎屬
- Urocoyledon rasmusseni：一種發現於烏德宗瓦（英语：Udzungwa）山脈地區的守宮[6]。
- 樹鼉蜥屬：部分樹鼉蜥屬物種具有捲纏尾。
- 大頭龜
- 鱷龜科的幼年個體

### 兩棲動物
- 有尾目：棲息於北美洲森林的攀螈屬具有捲纏尾可以協助牠們攀爬，其他具有捲纏尾的蠑螈包括紅山脊口螈（英语：Red Hills salamander）、班尾螈（英语：Spotted-tail salamander）、及棲息於中美洲的Bolitoglossa sombra與墨西哥攀缘蝾螈（英语：Mexican climbing salamander）。

### 魚類
- 海龍魚科：本科物種，包括海馬[7]及海龍，具有纏捲尾。

## 外部連結
- Canopy life （页面存档备份，存于）
- More on canopy life